# Catenaccio

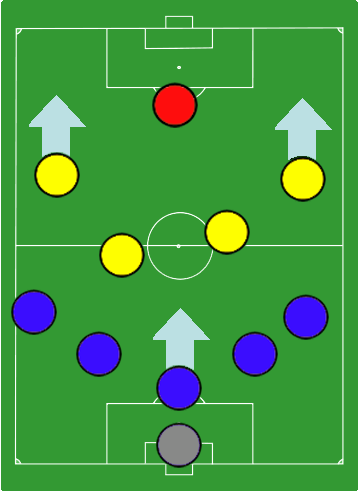
Hệ thống"khóa cửa"của Karl Rappan

Catenaccio là một hệ thống chiến thuật trong bóng đá, trong đó chú trọng đến việc phòng ngự. Trong tiếng Ý catenaccio có nghĩa là"cái then cửa", với ý nghĩa một hệ thống phòng ngự có tổ chức tốt và hiệu quả để bảo vệ cầu môn.

## Lịch sử
Hệ thống này trở nên nổi tiếng khi được huấn luyện viên người Argentina Helenio Herrera của câu lạc bộ Inter Milan áp dụng trong thập kỉ 1960. Huấn luyện viên này đã sử dụng nó để có được các trận thắng tối thiểu 1–0 trước các đối thủ ở trong giải vô địch quốc gia.
Catenaccio chịu ảnh hưởng của một hệ thống được huấn luyện viên người Áo Karl Rappan phát minh ra – hệ thống"khoá cửa"(verrou). Ông là huấn luyện viên ở Thụy Sĩ trong các thập kỉ 1930 và 1940, đã đặt một vị trí hậu vệ gọi là"cầu thủ chốt"(verrouiller) (mà ngày nay là vị trí hậu vệ quét), đứng ngay trước thủ môn và chỉ tập trung vào phòng ngự. Huấn luyện viên của Padova là Nereo Rocco vào thập niên 1950 đã đưa hệ thống này vào Ý, sau đó được AC Milan áp dụng vào đầu thập niên 1960.
Rappan đưa ra hệ thống"khoá cửa"vào năm 1932 khi đang là huấn luyện viên cho Servette. Hệ thống với bốn hậu vệ cố định (ngoài hậu vệ quét) chơi theo chiến thuật một kèm một, với một tiền vệ kiến thiết ở giữa sân và hai tiền vệ cánh.
Chiến thuật của Rocco gần với khái niệm catenaccio hơn, được áp dụng năm 1947 cho câu lạc bộ Triestina với đội hình phòng ngự triệt để phổ biến là 1-3-3-3. Với catenaccio, Triestina đã bất ngờ đoạt ngôi á quân Serie A mùa bóng đó. Một vài biến thể là 1-4-4-1 hoặc 1-4-3-2.
Về bản chất, Catenaccio là hệ thống chiến thuật sử dụng kỹ năng kèm người xuất sắc của các hậu vệ để chiến thắng trong các pha đối đầu 1vs1. Trong thời kỳ mà kỹ thuật phòng ngự đơn giản chỉ là cài các cầu thủ đá thấp hơn các tiền vệ trong đội hình để tranh chấp bóng, Catenaccio và những tiền thân của nó đã khiến các tiền đạo gặp phải vấn đề thực sự khi thường xuyên phải đối mặt với một hậu vệ đối thủ ở khoảng cách quá gần để phô diễn kỹ thuật hoặc bứt tốc thoát đi. Tuy nhiên, như thế là chưa đủ để hệ thống phòng ngự danh tiếng này trở nên bất khả chiến bại trong hơn một thập kỷ. Sức mạnh chủ yếu của chiến thuật kinh điển này nằm ở cầu thủ được mệnh danh là"cái chốt cửa": Catenaccio luôn sở hữu một hậu vệ tự do (trung vệ thòng, hậu vệ quét, sweeper) có lối chơi tương tự như các trung vệ Brazil nằm rất thấp trong hệ thống, người vừa là nhân vật thứ 3 để đảm bảo chiến thắng tuyệt đối của đội nhà trong các pha tranh chấp 1vs1, vừa là chốt chặn cuối cùng của hàng hậu vệ để đảm bảo cự ly đội hình khi các trung vệ triển khai"bám người".
Catenaccio không chỉ là phòng thủ. Inter Milan của Herrera đã ghi đến 43 bàn thắng trong 18 vòng đấu mùa giải 1962-1963 (bình quân 2.3 bàn/trận). Những pha phản công thần tốc chính là chìa khoá: Herrera sở hữu một hậu vệ cánh trái có đôi chân thần tốc là Giacinto Facchetti, tiền vệ sáng tạo trung tâm"huyền thoại"của người Tây Ban Nha là Luis 'Luisito' Suarez, và"thiên tài"Sandro Mazzola chơi ngay phía sau tiền đạo cắm làm nhiệm vụ nối kết tất cả với tiền đạo.

## Zona Mista
Zona Mista là một hệ thống phòng ngự hậu kỳ Catenaccio. Khi bóng đá tổng lực của người Hà Lan và kỹ thuật siêu việt của Mỹ Latin nhấn chìm hệ thống phòng ngự huyền thoại Catenaccio, chiến thuật phòng thủ khu vực ra đời. Tuy nhiên, hệ thống phòng ngự khu vực đơn thuần, với từng cầu thủ bảo vệ một khu vực riêng, một mặt không thể hoàn toàn chống lại sức mạnh huỷ diệt của bóng đá tổng lực (dù nó cải thiện tốc độ tấn công và phản đòn nguy hiểm hơn cho các đối thủ sử dụng bóng đá tổng lực) hoặc các cầu thủ xuất sắc kiểu như Maradona. Hơn nữa, chiến thuật này mâu thuẫn gay gắt với triết lý chơi bóng của người Ý nói riêng, và Catenaccio nói chung. Hệ quả là, Zona Mista ra đời, kết hợp tính tổ chức chặt chẽ từ phòng thủ khu vực và khả năng "kèm người kép" (1 hậu vệ+hậu vệ quét bổ sung) của Catenaccio. Với hệ thống này, hậu vệ quét được di chuyển hoàn toàn tự do trong khi các trung vệ phòng thủ theo khu vực, tiền vệ phòng ngự luôn sẵn sàng lùi sâu để đá như một trung vệ thứ 3, và tiền vệ điều tiết lối chơi được yêu cầu trám vào khu vực của tiền vệ phòng ngự bỏ trống... Có thể nói, chiến thuật phòng ngự của Enzo Bearzot chính là mẫu mực của hệ thống phòng ngự hiện đại nói chung, và"Catenacio mới"nói riêng.